# Еріх фон дем Бах
Еріх Юліус Ебергард фон дем Бах (нім. Erich Julius Eberhard von dem Bach; 1 березня 1899 — 8 березня 1972, Мюнхен) — німецький воєначальник, СС-обергруппенфюрер і генерал військ СС і поліції. Кавалер Лицарського хреста Залізного хреста.

## Життєпис
Народився в сім'ї кашубського землевласника фон Целевскі (нім. von Zelewski). 1939 року прийняв прізвище фон дем Бах, офіційно відмовившись від кашубського прізвища Желевський (каш. Żelewski). Сестра фон дем Баха, Ванда Гедвіґ Матильда фон Целевскі (1892—1987), вийшла заміж за скрипаля-єврея Овсея Швіффа і в 1936 році разом з чоловіком емігрувала до Бразилії, де працювала медсестрою.

### Військова служба
У грудні 1914 року (у віці 15 років) вступив добровольцем в 176-й піхотний полк. 1 березня 1916 отримав звання лейтенанта (в день його 17-річчя). Командував ротою.
Після війни служив у прикордонній варті, потім в 4-му піхотному полку рейхсверу. У лютому 1924 лейтенант фон Целевскі був звільнений з військової служби за участь у політичній діяльності. До 1928 року трудився на різних роботах, поки не успадкував батьківський маєток.

### Кар'єра в СС
У лютому 1930 р фон Зелевськи вступив в НСДАП (квиток № 489 101), з 15 лютого 1931 року — в СС (квиток № 9 831). 20 липня 1931 року одержав звання штурмфюрер СС.
З лютого 1931 року — командир 27-го штандарта СС (Франкфурт-на-Одері). З липня 1932 року — депутат рейхстагу і командир XIXX абшніта СС, з 12 лютого 1934 року — VII абшніта. Послідовно керував оберабшніта СС «Північно-Схід» і «Південний Схід».
Брав участь в Ночі довгих ножів.
Після приходу до влади нацистів керував поліцією і СС в області Південний Схід (Бреслау). 1940 року з почину його підлеглого інспектора поліції безпеки Арпада Вігандта був створений концентраційний табір поблизу міста Освенцим.

#### Друга світова війна
З 1 травня 1941 до 21 червня 1944 року — вищий керівник СС і поліції в Центральній Росії і Білорусі. Організатор масових страт у Мінську й Могильові. Після знищення 35 000 людей у Ризі 31 жовтня 1941 року Бах заявив: «Більше євреїв у Латвії не залишилось.»

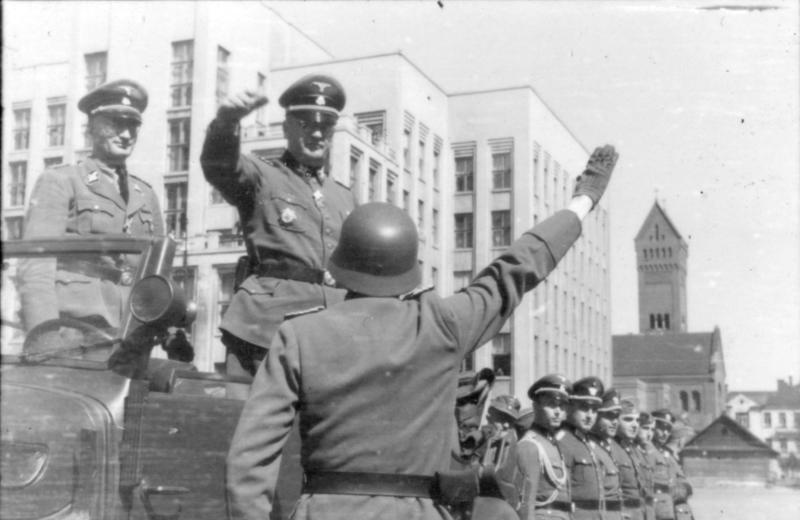
Еріх фон дем Бах приймає поліцейський парад перед Домом уряду (Мінськ, 1943).

З 23 жовтня 1942 до 21 червня 1943 року командував усіма антипартизанськами силами на Сході (в Польщі, Білорусі та Росії). 1942 року тривалий час перебував на лікуванні психічного розладу, який виник через участь у масових стратах. В грудні 1942 року певний час командував 1-ю мотопіхотною бригадою СС.
У серпні-листопаді 1944 року командував корпусних бойовою групою «Фон дем Бах», яка придушувала повстання поляків у Варшаві. В ході повстання і спричинених ним репресій було вбито близько 200 тисяч чоловік. 30 вересня 1944 нагороджений Лицарським хрестом. За розпорядженням фон дем Баха в кінці серпня 1944 був розстріляний командир 29-ї гренадерської дивізії військ СС (російської № 1) бригадефюрер Камінський, а також начальник штабу тієї ж дивізії оберштурмбанфюрер Шавякін (колишній капітан Червоної Армії), начальник медичної служби дивізії доктор Забора і шофер. Було оголошено, що вони вбиті польськими партизанами.
З листопада 1944 до початку лютого 1945 року — командувач 14-м армійським корпусом СС, потім 10-м армійським корпусом СС, з лютого 1945 року — корпусом «Одер».

#### Після Другої світової війни
З кінця квітня 1945 року перебував в ув'язненні. У 1946 році був головним свідком звинувачення на Нюрнберзькому процесі проти головних військових злочинців. У своїх свідченнях дав дуже важливі відомості, що викривали нацистський світогляд, плани вбивства мільйонів беззахисних людей. Стверджував, що антипартизанські операції на окупованій території СРСР проводилися в основному військами вермахту, оскільки підрозділи СД і поліції були нечисленні. Після цих виступів підсудні оголосили його зрадником, так, Герман Герінг кричав на нього прямо з лави підсудних: «Брудна, проклята, зрадницька свиня! Огидний смердюк! Він був найбільшим проклятим вбивцею у всій цій чортовій компанії! Брудна огидна собака!».
Незважаючи на це фон дем Бах заявив, що саме він підсунув Герінгу ампулу з отрутою, оскільки той не хотів померти на шибениці.
У березні 1951 года Головний суд по денацифікації (Мюнхен) засудив його до 10 років примусових робіт, що фактично дозволяло йому спокійно жити у своєму домі в Франконії. П'ять років йому вже зарахували, а решта п'ять років він так і не відсидів. Фон дем Бах влаштувався нічним сторожем в Нюрнберзі.
У грудні 1958 року він був знову заарештований владою ФРН і в 1961 році засуджений до 4,5 років ув'язнення, але не за військові злочини на окупованій території Радянського Союзу, а за вбивство в Кенігсберзі одного есесівця в «Ніч довгих ножів» в 1934 році. У 1962 році був також засуджений за вбивство шести комуністів в 1933 році до довічного ув'язнення. Фон дем Бах помер у тюремній лікарні в Мюнхені 8 березня 1972 року.

## Звання СС
- Штурмфюрер СС (20 липня 1931)
- Штурмбаннфюрер СС (6 грудня 1931)
- Штандартенфюрер СС (10 вересня 1932)
- Оберфюрер СС (6 жовтня 1932)
- Бригадефюрер СС (15 грудня 1933)
- Группенфюрер СС (11 липня 1934)
- Генерал-лейтенант поліції (10 жовтня 1941)
- Обергруппенфюрер СС і генерал поліції (9 листопада 1941)
- Генерал військ СС (1 липня 1944)

## Нагороди

### Перша світова війна
- Залізний хрест
  - 2-го класу (5 серпня 1915)
  - 1-го класу (25 вересня 1918)
- Чорний нагрудний знак За поранення (1918) — за отруєння під час газової атаки.

### Міжвоєнний період
- Сілезький Орел 2-го і 1-го ступеня
- Почесний хрест ветерана війни
- Знак учасника зльоту СА в Брауншвейзі 1931
- Кільце «Мертва голова»
- Почесна шпага рейхсфюрера СС
- Спортивний знак СА в бронзі
- Німецька імперська відзнака за фізичну підготовку в сріблі
- Золотий партійний знак НСДАП (1939)

### Друга світова війна
- Данцизький хрест 1-го класу
- Хрест Воєнних заслуг 2-го і 1-го класу з мечами
- Застібка до Залізного хреста
  - 2-го класу (31 серпня 1941)
  - 1-го класу (20 травня 1942)
- Медаль «За зимову кампанію на Сході 1941/42»
- Німецький хрест в золоті (23 лютого 1943)
- Лицарський хрест Залізного хреста (30 вересня 1944)
- Відзначений у Вермахтберіхті (1 жовтня 1944)
- Нагрудний знак «За боротьбу з партизанами» (листопад 1944)
- Медаль За вислугу років в НСДАП в бронзі і сріблі (15 років)

## Галерея

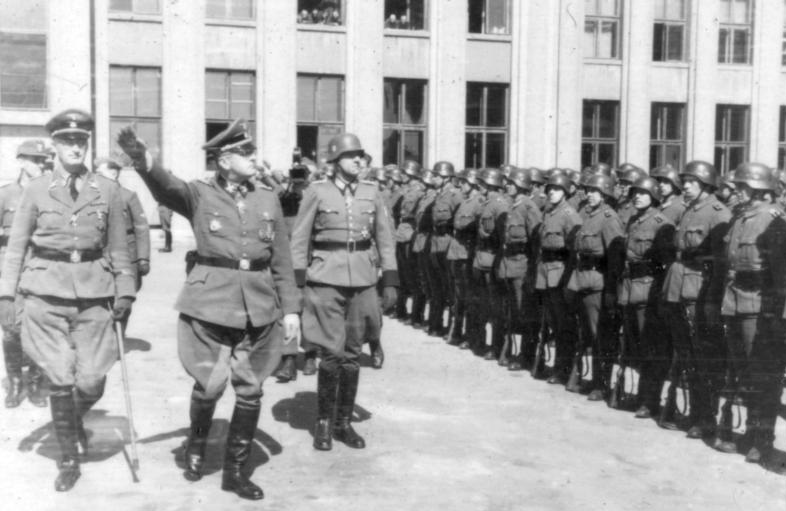
Еріх фон дем Бах (з піднятою рукою) перед строєм поліції (Мінськ, 1943).
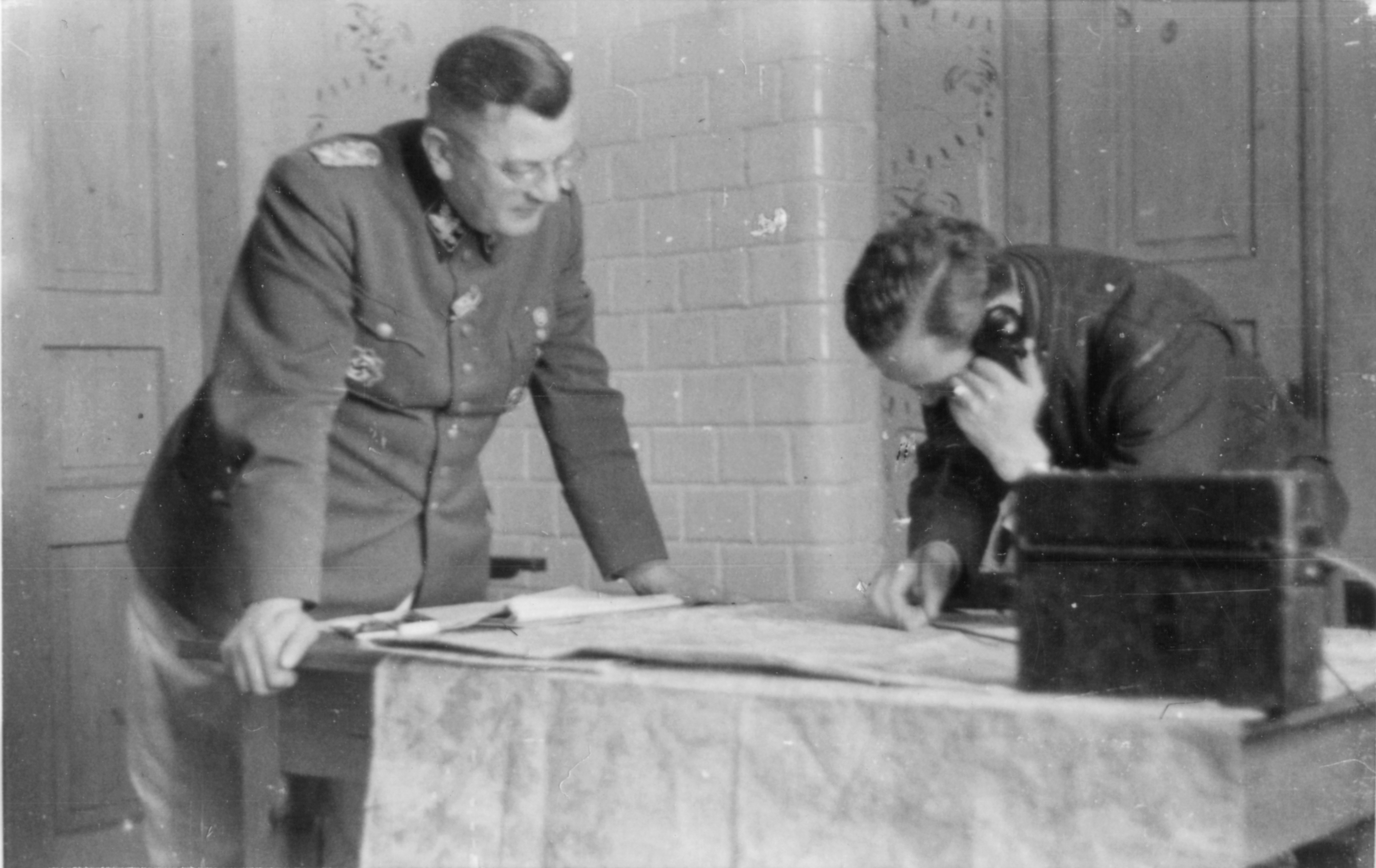
Бах (ліворуч) вивчає карти під час військової наради (березень 1944).
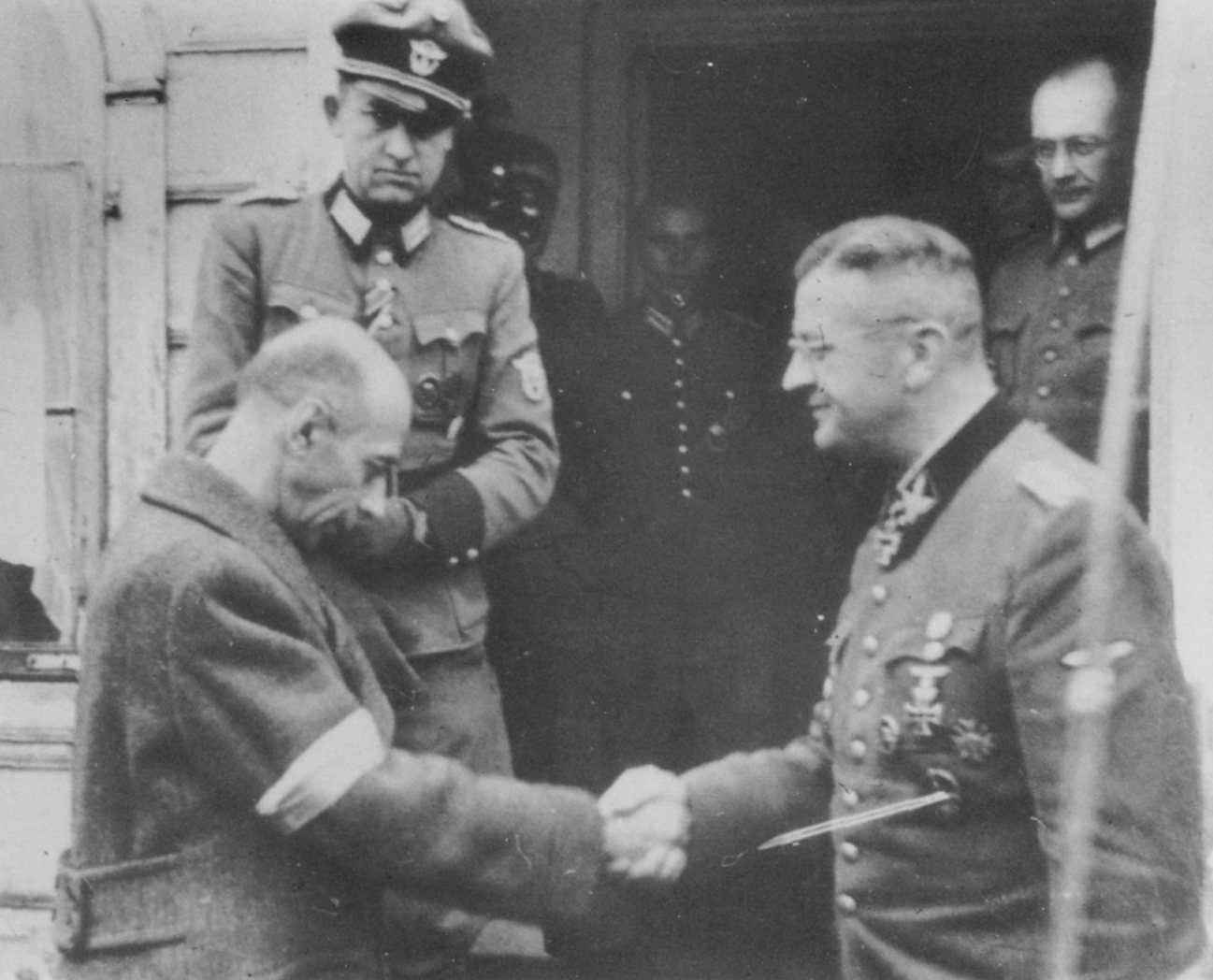
Еріх фон дем Бах (праворуч) приймає капітуляцію учасників Варшавського повстання від командира Армії Крайової Тадеуша Бур-Коморовського (4 жовтня 1944).